# 馬默杜克 (阿肯色州)
馬默杜克（英語：Marmaduke）是一個位於美國阿肯色州格林縣的城市。

## 地理
馬默杜克的座標為36°11′22″N 90°23′08″W / 36.18944°N 90.38556°W，而該地的平均海拔高度為85米（即279英尺）。

## 人口
根據2020年美國人口普查的數據，馬默杜克的面積為3.62平方千米，皆為陸地。當地共有人口1212人，而人口密度為每平方千米334人。